# Patrice Lago
Patrice Lago – iworyjski piłkarz grający na pozycji obrońcy. W swojej karierze grał w reprezentacji Wybrzeża Kości Słoniowej.

## Kariera klubowa
W swojej karierze piłkarskiej Lago grał w Africa Sports National. Wraz z Africa Sports National wywalczył sześć tytułów mistrza Wybrzeża Kości Słoniowej w latach 1983, 1985, 1986, 1987, 1988 i 1989 oraz zdobył trzy Puchary Wybrzeża Kości Słoniowej w latach 1985, 1986 i 1989.

## Kariera reprezentacyjna
W reprezentacji Wybrzeża Kości Słoniowej Lago zadebiutował w 1984 roku. W tym samym roku powołano go do kadry na Puchar Narodów Afryki 1984. Wystąpił na nim w jednym meczu grupowym, z Kamerunem (0:2).
W 1986 roku Lago był w kadrze Wybrzeża Kości Słoniowej na Puchar Narodów Afryki 1986. Na tym turnieju rozegrał trzy mecze: grupowe z Egiptem (0:2) i z Senegalem (1:0) oraz półfinałowym z Kamerunem (0:1). Z Wybrzeżem Kości Słoniowej zajął w nim 3. miejsce.
W 1988 roku Lago został powołany do kadry na Puchar Narodów Afryki 1988. Na tym turnieju zagrał w dwóch meczach grupowych: z Zairem (1:1) i z Marokiem (0:0). W kadrze narodowej grał do 1989 roku.